# Crazy Horse
Crazy Horse (în lakota: Tȟašúŋke Witkó, [tχaˈʃʊ̃kɛ witˈkɔ]; c. 1840 – 5 septembrie 1877)  a fost o căpetenie Lakota a tribului Oglala⁠(d) în secolul al XIX-lea. Acesta a luptat împotriva coloniștilor americani albi, care încercau să se stabilească pe teritoriile amerindiene, și pentru a conserva stilul tradițional de viață al poporului Lakota. A participat la numeroase bătălii celebre în timpul marelui război sioux din 1876 desfășurat în nordul Marilor Câmpii, a luat parte la masacrul Fetterman⁠(d) din 1866 și la bătălia de la Little Bighorn din 1876. Datorită abilităților sale de războinic, a ajuns să fie respectat atât de propriul său popor, cât și de dușmani.
În septembrie 1877, la patru luni după ce s-a predat trupelor americane aflate sub comanda generalului George Crook⁠(d), Crazy Horse a fost rănit mortal cu baioneta de către un soldat; motivul nu este cunoscut, însă se bănuiește că acesta a fost ucis, deoarece s-a împotrivit încarcerării sale în închisoarea de la Fortul Robinson⁠(d) din Nebraska. Este considerat unul dintre cei mai remarcabili și emblematici războinici amerindieni, fiind onorat de Serviciul Poștal din SUA în 1982 cu un timbru poștal de 13 ¢ care îi poartă chipul.

## Biografie
Anul exact al nașterii lui Crazy Horse nu este cunoscut, sursele existente prezentând informații diferite, însă majoritatea confirmă că acesta s-a născut între 1840 și 1845. Conform liderului Šúŋka Bloká (He Dog⁠(d)), el și Crazy Horse „s-au născut în același an și în același anotimp”; în baza recensămintelor și a altor interviuri, acest an este 1842. Ptehé Wóptuȟ'a (Encouraging Bear⁠(d)), lider spiritual⁠(d) Oglala și sfătuitor spiritual al lui Crazy Horse, a mărturisit că acesta s-a născut „în anul în care tribul său, Oglala, a furat o sută de cai, în anotimpul tomnatic”, o referire la calendarul anual al poporului Lakota sau numărarea iernilor⁠(d). În calendarul amerindian Oglala, furtul celor 100 de cai este notat de Cloud Shield ca fiind echivalentul anului 1940-41. Conform tradiției orale a rudelor sale din rezervația indiană Cheyenne River⁠(d), acesta s-a născut în primăvara anului 1840. În seara în care fiul său a încetat din viață, bătrânul Crazy Horse i-a dezvăluit locotenentului H.R. Lemly că s-a născut în 1840.